# Wolfgang Schuster (Politiker, 1949)

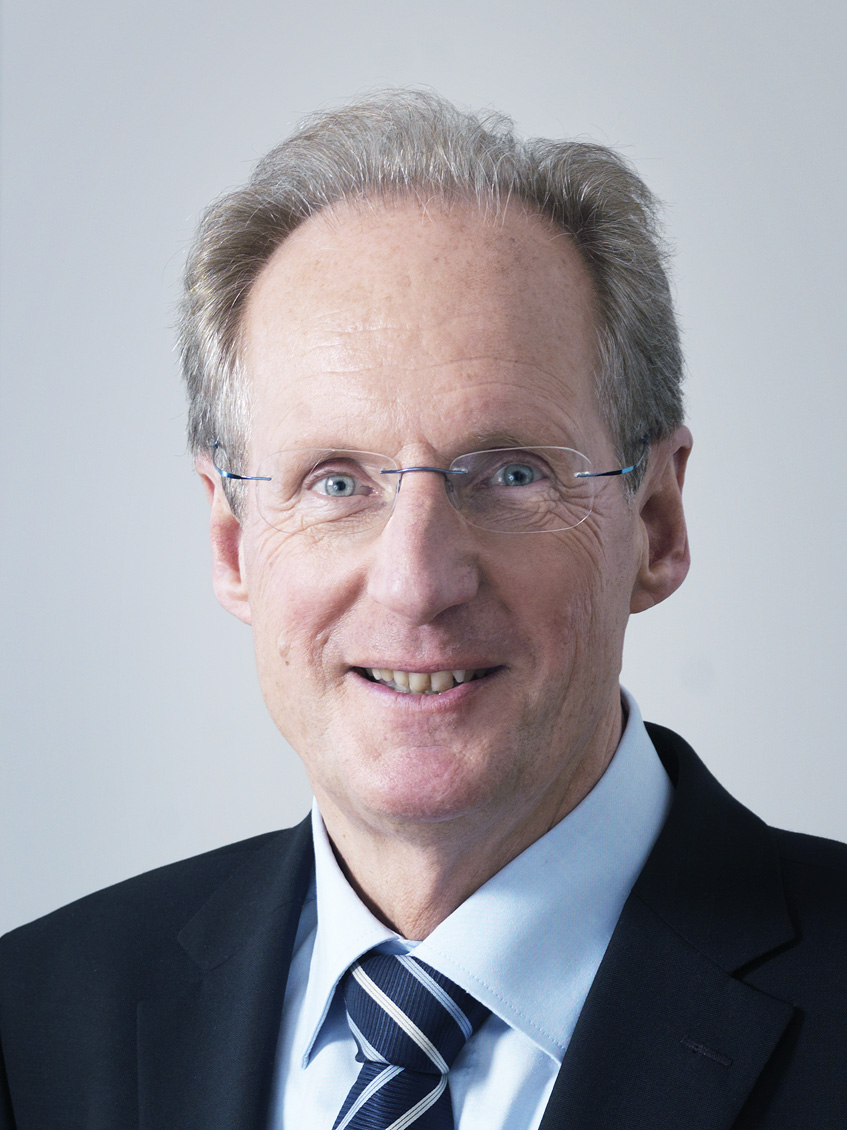
Wolfgang Schuster (2012)

Wolfgang Schuster (* 5. September 1949 in Ulm) ist ein deutscher Politiker. Von Januar 1997 bis Januar 2013 war er Stuttgarter Oberbürgermeister (CDU), zuvor von 1986 bis 1993 Oberbürgermeister von Schwäbisch Gmünd. Von Januar 2015 bis November 2018 war er Vorsitzender des Vorstands der Deutschen Telekom Stiftung. Bis 2021 war er Präsident der Hochschule für Wirtschaft, Technik und Kultur.

## Leben
Schuster leistete nach dem Abitur am Humboldt-Gymnasium Ulm 1968 seinen Grundwehrdienst bei den Gebirgsjägern in Mittenwald. Er studierte von 1969 bis 1973 an der Eberhard Karls Universität Tübingen, der Universität Genf und der Albert-Ludwigs-Universität Freiburg Rechts- und Staatswissenschaften. Während seines Studiums wurde er Mitglied der AV Guestfalia Tübingen im CV. Von 1974 bis 1976 verbrachte er seine Referendarzeit in Ulm und promovierte im Zivilrecht 1975 an der Freiburger Universität. Von 1976 bis 1977 studierte er an der École nationale d’administration. Von 1975 bis 1980 war er für die CDU im Ulmer Gemeinderat. Von 1978 bis 1980 war Schuster Referent im Staatsministerium Baden-Württemberg unter den Ministerpräsidenten Hans Filbinger und Lothar Späth. 1980 wurde er Leiter des Persönlichen Referats des Stuttgarter Oberbürgermeisters Manfred Rommel. Von 1986 bis 1993 war er Oberbürgermeister von Schwäbisch Gmünd, danach bis Januar 1997 Bürgermeister für Kultur, Bildung und Sport der Landeshauptstadt Stuttgart. 1992 bewarb er sich um das Amt des Ersten Bürgermeisters (Beigeordneter) von Stuttgart, unterlag jedoch Gerhard Lang. Von Januar 1997 bis Januar 2013 war Schuster Oberbürgermeister Stuttgarts.
Nach seinem Ausscheiden aus dem Amt des Oberbürgermeisters gründete Schuster das Institut für nachhaltige Stadtentwicklung. Er arbeitet auf Bundesebene im Rat für Nachhaltige Entwicklung und berät die Bundesregierung bei der Demografiestrategie. Er ist ferner Präsident des Rates der Gemeinden und Regionen Europas. Er ist Direktor des Instituts für Nachhaltige Stadtentwicklung (I-NSE) und der European Foundation for Education e. V. (E-F-E) in Stuttgart. Von September 2017 bis März 2021 war Schuster Präsident der Hochschule für Wirtschaft, Technik und Kultur in Berlin.
Während seiner Zeit (2015–2018) als Vorsitzender der gemeinnützigen Deutsche Telekom Stiftung setzte er sich für gute Bildung in der digitalen Welt ein und betonte dabei die Bedeutung der Fächer Mathematik, Informatik, Naturwissenschaften und Technik, die sogenannten MINT-Fächer.

## Persönliches
Wolfgang Schuster ist seit 1979 verheiratet, hat drei Kinder und sechs Enkelkinder.

## Oberbürgermeister der Landeshauptstadt Stuttgart

### Amtszeit I
In der Wahl zum Oberbürgermeister Stuttgarts konnte Schuster sich im zweiten Wahlgang am 10. November 1996 mit 43,1 % gegen den Kandidaten der Grünen, Rezzo Schlauch (39,3 %) durchsetzen.

### Amtszeit II
Am 24. Oktober 2004 wurde Schuster im zweiten Wahlgang mit 53,3 % im Amt bestätigt. Seine Mitbewerber waren Boris Palmer (Bündnis 90/Die Grünen), der seine Kandidatur nach dem ersten Wahlgang zurückzog und sich dann indirekt für Schuster aussprach, sowie Ute Kumpf (SPD) mit 45,2 % im zweiten Wahlgang.

### Politische Arbeit
Schuster hat seine politischen Schwerpunkte in den Bereichen der Bildung, Demografie, Bauwirtschaft und Industrieförderung gesetzt. Neben den Themen Sicherheit und Mobilität macht sich Schuster stets für die Kinderfreundlichkeit in seiner Stadt stark. Darüber hinaus gilt seine Migranten- und Integrationspolitik als vorbildlich. So spricht er von der Notwendigkeit einer „wertschätzenden Willkommenskultur“ gegenüber Ausländern und hält gleichzeitig Formalien wie die Staatsangehörigkeit für irrelevant beim urbanen Zusammenleben. Mit der Einrichtung eines Runden Tischs der Religionen setzte er auch für den interreligiösen Dialog in der Landeshauptstadt Zeichen.

#### Stuttgart 21
Ein weiterer Schwerpunkt seiner Tätigkeit ist das Vorantreiben des Bahn- und Städtebauprojekts Stuttgart 21, das den Umbau des Stuttgarter Hauptbahnhofes zu einem unterirdischen Durchgangsbahnhof und die Gestaltung des neuen Innenstadtquartiers Rosenstein vorsieht. Im Wahlkampf 2004 hatte Schuster zugesagt, einen Bürgerentscheid über das Projekt dann zu unterstützen, wenn sich die Landeshauptstadt Stuttgart „in erheblichem Umfang“ finanziell beteiligen müsste. Genau dies ist aber nach Ansicht Schusters bisher nie der Fall gewesen. Schuster rechtfertigte seine Entscheidung damit, dass die Mehrkosten für die Stadt Stuttgart voraussichtlich nur 84 Millionen Euro betragen und er sich mit Boris Palmer im damaligen OB-Wahlkampf einig gewesen sei, dass Mehrkosten „deutlich im dreistelligen Millionenbereich“ gemeint waren. Schuster war einer der sieben Befürworter des Projekts Stuttgart 21, die bei den von Heiner Geißler moderierten Schlichtungsgesprächen für Stuttgart 21 sprachen. Darüber hinaus nahm er auch am Stresstest zur Leistungsfähigkeit des Durchgangsbahnhofes teil. Bei dieser Veranstaltung gab OB Schuster die Gründung des „BürgerFORUMs Stuttgart 21“ bekannt.

#### Verhandlung über Trump Tower
Obwohl 2000/01 Hochhausprojekte in Berlin und Frankfurt am Main gescheitert waren (siehe Millennium Tower), wurden die Pläne für einen Wolkenkratzer auf Stuttgart konzentriert, wo Schuster die Planungen für einen Trump Tower zusammen mit Donald Trump auf dem Pragsattel vorangetrieben hat. Mit ca. 250 Mio. Euro Investitionssumme, 55 Stockwerken und 220 Metern wäre es das höchste Gebäude Süddeutschlands geworden. Im Mai 2001 wurde das Projekt präsentiert und im Oktober 2001 ein Entwurf von Peter Schweger vorgestellt. In allen drei Städten erhielten die Vorhaben ein intensives Presse-Echo; in Stuttgart zweifelten die Zeitungen am Umfang der Beteiligung Donald Trumps. Der Gemeinderat, der die Finanzierung als nicht gesichert ansah, verweigerte dem Projekt am 21. Januar 2003 in einer Sitzung des beschließenden Ausschusses für Umwelt und Technik die Genehmigung. Zur Erstattung der Planungskosten wurde ohne Erfolg ein Prozess gegen die Stadt geführt.

#### Verzicht auf dritte Amtszeit
Am 9. Januar 2012 gab Schuster bekannt, dass er nicht für eine dritte Amtszeit als Oberbürgermeister in Stuttgart kandidieren werde. Als Begründung führte er an, dass Stuttgart im Vergleich mit anderen Großstädten hervorragend dastehe und das Projekt Stuttgart 21 acht Jahre lang begleitet werden müsse. Aus Altersgründen hätte Schuster nur einen Teil der dritten Amtszeit ausführen dürfen. Mit dem 6. Januar 2013 endete Wolfgang Schusters Amtszeit als Stuttgarter Oberbürgermeister.

## Mitgliedschaften und Funktionen
Schuster wurde im Oktober 2008 Mitglied im Rat der Weisen zur Zukunft Europas der EU, welcher bis zum 8. Mai 2010 langfristige Perspektiven für Europa erarbeitete.
Schuster ist Vorsitzender zahlreicher internationaler Netzwerke wie Cities for Mobility und Cities for Children, Vizepräsident des kommunalen Weltverbandes „Vereinigte Städte und Lokale Gebietskörperschaften“ (UCLG – CGLU) sowie seit 2010 Präsident des Council of European Municipalities and Regions. Zudem ist er ebenfalls Präsident der deutschen Sektion des Rates der Gemeinden und Regionen Europas (RGRE). Er war Mitglied des Konzernbeirats der Deutschen Bahn und ist Teil des Kuratoriums der Akademie für gesprochenes Wort in Stuttgart. Im Oktober 2018 wurde Schuster zum Vorsitzenden des Kuratoriums des Deutsch-Türkischen Forums Stuttgart gewählt.

### Nationale Funktionen und Ämter bis Januar 2013
- Aufsichtsratsvorsitzender der Stuttgarter Straßenbahnen AG
- Aufsichtsratsvorsitzender des Verkehrs- und Tarifverbunds Stuttgart GmbH
- Stellvertretender Aufsichtsratsvorsitzender der Flughafen Stuttgart GmbH
- Vorsitzender des Zweckverbands Landeswasserversorgung
- Vorsitzender des Zweckverbands Bodensee-Wasserversorgung
- Stellvertretender Vorsitzender der Gewährträgerversammlung und des Verwaltungsrats der Landesbank Baden-Württemberg (LBBW)
- Vorsitzender des Kreditausschusses der LBBW
- Mitglied im Rundfunkrat des SWR
- Mitglied in der Verbandsversammlung der Region Stuttgart
- Mitglied im Vorstand des Städtetages Baden-Württemberg
- Stellvertretender Präsident des Deutschen Städtetags
- Kuratoriumsmitglied der Akademie für gesprochenes Wort

### Europäische und Internationale
- Mitglied im Kongress der Gemeinden und Regionen Europas des Europarats (KGRE), Strassburg
- Präsident des Rats der Gemeinden und Regionen Europas (RGRE), Deutsche Sektion, Köln
- Präsident des Rats der Gemeinden und Regionen Europas (RGRE), Brüssel
- Vize-Präsident und Vorsitzender der Europäischen Sektion des kommunalen Weltverbandes
- Vorsitzender der UCLG-Kommission für urbane Mobilität
- Mitglied der Reflexionsgruppe Europa 2020–2030 (ernannt durch den Europäischen Rat der 27 Staats- und Regierungschefs)
- Vorsitzender Cities for Mobility
- Vorsitzender Cities for Children
- Vizepräsident des kommunalen Weltverbandes „Vereinigte Städte und Lokale Gebietskörperschaften“ (UCLG – CGLU) sowie
- seit 2010 Präsident des Rates der Gemeinden und Regionen Europas (RGRE)[23]

## Ehrungen und Auszeichnungen
2004 wurde Schuster von der Initiative Neue Soziale Marktwirtschaft als zweitbester Bürgermeister Deutschlands und Stuttgart als reformfreudigste unter 50 deutschen Großstädten ausgezeichnet. Wolfgang Schuster wurde 2005 die Verdienstmedaille des Landes Baden-Württemberg verliehen. Er erhielt am 5. September 2009 die Staufermedaille des Landes Baden-Württemberg in Gold. Wolfgang Schuster erhielt am 2. Juni 2010 den Verdienstorden der Republik Italien für eine vor drei Jahren von ihm gestartete „vorbildliche Initiative, um die Bildungschancen italienischer Schüler zu verbessern“.
Zudem wurde ihm von Ministerpräsident Winfried Kretschmann die Ehrenprofessorwürde zuerkannt. Der Gemeinderat der Landeshauptstadt Stuttgart hat in seiner Sitzung am 20. Dezember beschlossen, Schuster zum Ehrenbürger zu ernennen. Die Ehrenbürgerwürde wurde ihm am 5. Januar im Rahmen der offiziellen Verabschiedung verliehen. 2013 wird Schuster vom Deutsch-Türkischen Forum Stuttgart für seine Verdienste um eine moderne Integrationspolitik und eine internationale Stadtgesellschaft mit dem undotierten Ehrenpreis des Manfred-Rommel-Preises ausgezeichnet. Am 13. November 2013 wurde Wolfgang Schuster für seine Verdienste als Oberbürgermeister der Stadt Stuttgart um die Transkulturalität von der Gesellschaft für Dialog Baden-Württemberg mit der Medaille für Transkulturalität geehrt.

## Sonstiges
Schuster ist bekennender Anhänger des VfB Stuttgart.